# Dissothrix
Dissothrix é um género botânico pertencente à família Asteraceae.